# Stengrundet (söder om Lågnäs, Ingå)
Stengrundet är en ö i Finland. Den ligger i Finska viken och i kommunen Ingå i den ekonomiska regionen  Raseborg i landskapet Nyland, i den södra delen av landet. Ön ligger omkring 53 kilometer väster om Helsingfors.
Öns area är 0,4 hektar och dess största längd är 100 meter i öst-västlig riktning. Närmaste större samhälle är Ingå, 7,0 km nordväst om Stengrundet.